# 사하라 (2005년 영화)
《사하라》(영어: Sahara)는 2005년에 개봉한 1992년에 나온 동명 원작소설을 영화화한 액션 어드벤쳐 영화이다.

## 줄거리
1865년, 미국 남북 전쟁의 종결 당시 리치먼드 (버지니아주)는 폐허가 된다. 메이슨 툼스가 지휘하는 CSS 텍사스호에는 아메리카 연합국의 마지막 남부군 금이 연방 (남북 전쟁)군의 손에 넘어가지 않도록 실려 있었고, 이후 사라진다.
현재 말리에서는 독재자 카짐 장군과 투아레그인 사이에 내전이 벌어지고 있다. 나이지리아에서는 세계보건기구 의사 에바 로하스와 프랭크 호퍼가 말리에 다녀온 사람들에게 영향을 미치는 질병을 조사하고 있다. 부패한 투아레그인 자카라는 에바를 살해하려 하지만, 근처에서 잠수하던 국립수중해양국의 더크 피트가 그녀를 구출한다.
더크는 나이저강에서 발견된 금화 동전을 얻는데, 이는 오랫동안 잃어버렸던 텍사스호의 위치를 알려주는 단서이다. 그는 상관 샌데커의 쾌속정을 빌려 텍사스호를 찾는다. 국립수중해양국의 동료 알 지오르디노와 루디 건이 그와 동행한다. 그들은 먼저 에바와 호퍼를 말리로 데려다주어 질병 조사를 계속하게 한 다음 나이저강을 거슬러 올라간다. 물 샘플을 채취하던 중, 그들은 민물에서는 흔히 발견되지 않는 붉은 조류를 발견하고 의아해한다.
사업가 이브 마사르드와 독재자 카짐 장군은 의사들이 질병의 근원을 알아내는 것을 막으려 한다. 카짐은 사람들을 보내 요트를 공격한다. 더크, 알, 루디는 살아남지만 요트는 파괴된다. 루디는 도움을 요청하러 떠나고 더크와 알은 의사들을 구하러 간다.
카짐의 부하들은 의사들을 추적하여 호퍼를 죽인다. 더크와 알은 에바를 구출한다. 말리를 떠나려던 중, 그들은 투아레그 반군에게 붙잡힌다. 그들이 카짐에게 쫓기고 있다고 설득하자, 그들의 지도자인 모디보는 에바에게 그녀가 추적하는 질병으로 죽어가는 사람들을 보여준다. 에바는 물에 독소가 포함되어 있으며 치료법이 없다는 것을 알게 된다. 알은 철갑함 텍사스호가 그려진 동굴을 발견한다. 더크는 강이 마르면서 텍사스호가 고립되었고, 배를 실어 날랐던 같은 강이 이제 지하로 흐르고 있다고 믿는다.
강바닥을 따라가던 중, 그들은 마사르드의 집광형 태양광 발전소를 우연히 발견하는데, 이 발전소가 오염의 근원임을 알게 된다. 한편, 루디와 샌데커는 화학 물질이 붉은 조류를 만들고 있으며 천천히 대서양으로 스며들고 있음을 추론한다. 대서양에 도달하면 붉은 조류는 염수에 들어가면서 급격히 확산되어 전 세계의 해양 생물을 죽일 것이다. 미국 정부는 개입을 꺼려한다. 더크, 알, 에바는 들어오는 기차를 타고 태양광 발전소에 잠입한다. 그러나 마사르드와 자카라가 그들을 붙잡아 에바를 붙잡아두고 더크와 알을 트럭에 태워 카짐에게 보낸다. 더크와 알은 사막 한가운데서 탈출한다. 비행기 잔해를 재조립하여 육상 요트를 만든 그들은 전화로 샌데커와 연락하여 임박한 재앙을 설명한다.
더크와 알은 모디보의 도움으로 태양광 발전소로 돌아온다. 폐기물의 존재를 숨기기 위해 마사르드는 폭발물로 그것을 파괴할 계획을 세운다. 발전소 파괴가 전 세계적인 수질 오염을 보장할 것을 우려하여 알은 폭발물을 제거하러 가고 더크는 에바를 구출하려 한다. 더크는 싸움 끝에 자카라를 죽이지만 마사르드는 헬리콥터를 타고 도망친다. 알은 성공적으로 폭발물을 무력화시킨다.
세 사람은 카짐이 소유했던 도난당한 아비옹 부아쟁 C-28을 타고 발전소를 떠난다. 카짐은 공격 헬리콥터를 타고 그의 군대를 이끌고 그들을 추격한다. 마른 강바닥을 따라 일련의 폭발이 일어나 텍사스호의 잔해가 드러난다. 세 사람은 장갑함 안에 숨지만, 카짐의 헬리콥터가 철갑탄을 사용하기 때문에 그리 안전하지 않다는 것을 알게 된다. 텍사스호의 대포 중 하나를 사용하여 그들은 헬리콥터를 파괴하고 카짐을 죽인다. 모디보가 투아레그 증원군과 함께 도착하여 카짐의 군대가 항복하게 만든다.
발전소는 폐쇄되어 유독 폐기물의 근원이 중단된다. 샌데커는 국립수중해양국 자금 지원을 대가로 미국 정부를 위해 비밀리에 일하는 데 동의한다. 텍사스호의 금은 모디보의 사람들에게 남겨진다. 마사르드는 비밀 CIA 요원인 칼에게 독살당하고, 더크와 에바는 관계를 시작하는 것으로 암시된다.

## 한국판 성우진(KBS) (2007년 1월 13일)
- 홍시호 - 더크(매튜 맥커너히)
- 서문석 - 알(스티브 잔)
- 배정미 - 에바(페넬로페 크루즈)
- 박상일 - 프랭크(글린 터먼)
- 한상덕 - 칼(델로이 린도)
- 조동희 - 카지엠(레니 제임스)
- 이호인 - 샌데커(윌리엄 H. 메이시)
- 윤병화 - 대사관(패트릭 말라하이드) / 죽음의 함선 함장(로버트 카버너)
- 김태웅 - 모디고(폴인 퍼두우프)
- 이재용 - 마사드(랑베르 윌슨)
- 임채헌 - 루디(레인 윌슨)
- 박찬희 - 오쇼디(클린트 다이어) / 마사드의 변호사(마크 애스피넬)
- 이광수 - 오마(압덜 셀리스)
- 최하나 - 누콜로(라키 아욜라) / 시스템 음성

### KBS판 스태프
- 연출 - 이재길
- 우리말제작 - KBS 미디어

## 출연
- 주드 아쿠위다이크 - 이맘 역
- 크리스토퍼 벨로 -  열차 운전사 역
- 니콜라스 비벤니 - 건보트 역
- 다이나 커슬러
- 엠마뉴엘 이고다로 - 카짐의 사무원 역
- 모리스 리 - 자카라 역
- 다니엘 로브
- 프란시스 매지 - 퓨즈 카터 역
- 페미 오검바뇨
- 에디 오세이 - 열차 감시인 역
- 나단 오스굿 - 총지휘관 역
- 로버트 패터슨 - NUMA 크루 맴버 역
- 압둘 셀리스 - 오마르 역
- 마크 스프링어
- 마크 웰스